# Filofrosine
Filofrosine (in greco:Φιλοφροσύνη) era, nella mitologia greca, lo spirito di gentilezza, benvenuto, amicizia e benevolenza. Le sue sorelle erano Euthenia, Eufema, e Eucleia. Insieme con le sue sorelle, è stata considerata come un membro delle Cariti più giovani. Secondo i frammenti orfici, Filofrosine era la figlia di Efesto e Aglaia.